# Гризли (Marvel Comics)
Гризли (англ. Grizzly) — псевдоним нескольких суперзлодеев американских комиксов издательства Marvel Comics.
Первым Гризли стал преступник с Дикого Запада по имени Эйс Фэнтон (англ. Ace Fenton), который сражался с Парнем с Двумя Пушками и Роухайдом Кидом.
Вторым Гризли был безымянный мужчина, являющийся оперативником А.И.М., который противостоял Капитану Америке.
Третий Гризли Максвелл «Макс» Маркхэм (англ. Maxwell «Max» Markham) является самым известным носителем этого псевдонима и одним из врагов супергероя Человека-паука. Он дебютировал в комиксе Amazing Spider-Man #139 (декабрь 1974) и был создан сценаристом Джерри Конвеем и художником Россом Эндрю. В прошлом был профессиональным рестлером, который покинул спорт из-за разгромных статей редактора Daily Bugle Джея Джоны Джеймсона. Впоследствии познакомился с Шакалом, который снабдил его экзоскелетом, напоминающим костюм гризли, что даровал Маркхэму сверхчеловеческие силу и выносливость. Также эта интерпретация Гризли состояла в рядах Громовержцев и Легиона неудачников.
Четвёртый Гризли, чьё настоящее имя Теодор «Тео» Винчестер (англ. Theodore «Theo» Winchester) являлся мутантом и одним из наёмников Кейбла.

## Вне комиксов

### Телевидение
- Джон Ди Маджо озвучил Максвелла «Макса» Маркхэма / Гризли в мультсериале «Великий Человек-паук» (2012)[11].
- В мультсериале «Мстители, общий сбор!» Гризли озвучил Тревор Дивэлл[12].

### Видеоигры
- Теодор «Тео» Винчестер / Гризли является одним из боссов игры X-Men Legends II: Rise of Apocalypse (2005), где его озвучил Кит Фергюсон[13].
- Максвелл «Макс» Маркхэм / Гризли появится в игре Spider-Man 2 (2023). Здесь он состоит в рядах группы Крейвена-охотника под названием «Охотники»[14].